# 费奥多尔·尤尔奇欣
费奥多尔·尼古拉耶维奇·尤尔奇欣（俄语：Фёдор Никола́евич Юрчи́хин，1959年1月3日—）是希腊裔俄罗斯宇航员，俄罗斯第98位宇航员，世界第423位宇航员，曾5次前往国际空间站执行长期任务，累计进行过9次太空行走。

## 早年
1959年1月3日出生于苏联格鲁吉亚阿查拉蘇維埃社會主義自治共和國巴统（现格鲁吉亚阿扎尔自治共和国），父母是希腊的本都人，现居希腊塞萨洛尼基郊区。
1976年从巴统高中毕业后，进入以格里戈里·奥尔忠尼启则命名的莫斯科航空学院。1983年毕业，获得机械工程学位。毕业后的9月开始在能源科研生产联合公司工作，历任工程师，高级工程师，首席工程师。2001年获得俄罗斯公共服务学院硕士学位。

## 宇航员生涯
1997年，成为宇航员候选人，开始在加加林宇航员培训中心接受基础太空训练，1999年12月1日获得测试宇航员资格。

### STS-112
2002年10月7日至10月18日，他乘坐亚特兰蒂斯号航天飞机在国际空间站执行STS-112任务。飞行时长为10日19时57分。
2002年10月11日，尤尔奇欣等俄罗斯宇航员在空间站接受了俄罗斯联邦国家统计局的人口普查，他们填写了复印的人口普查表格，并回答了普查员的有关提问。这些表格最后会在博物馆展出。该普查是自1991年苏联解体以来俄罗斯的首次人口普查。

### 远征15
2007年4月8日凌晨1时31分，他和科托夫以及微软公司创始人之一查尔斯·西蒙尼乘坐联盟TMA-10飞船前往国际空间站。
2007年7月23日，他和美国宇航员克莱顿·安德森进行了舱外太空行走任务，主要将空间站的废旧照相机支架和废旧氨水罐等废弃设备“扔入”太空。其中，安德森负责“倒垃圾”，尤尔奇欣则充当辅助。完成所有任务后，两名宇航员于24日凌晨2时05分安全返回空间站内。本次太空行走共持续7小时41分钟。
联盟TMA-10飞船于协调世界时10月21日7时14分从国际空间站脱离，后因在大气层受阻而未到达预定着陆点，而是降落在阿尔卡雷克西北约340公里处。

### 远征24/25

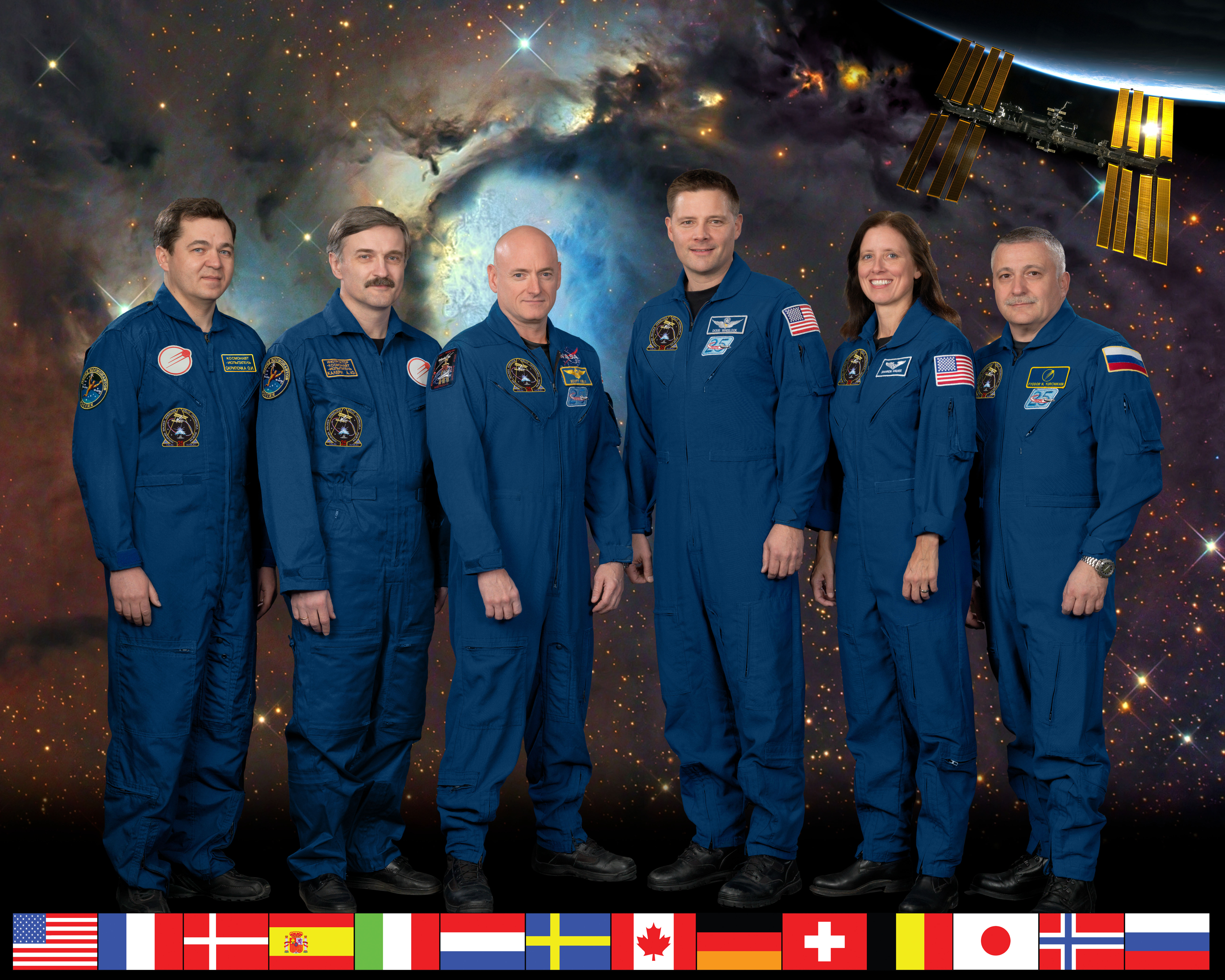
远征25队员

2010年6月16日5时35分，联盟-FG运载火箭携带联盟TMA-19从哈萨克斯坦拜科努尔航天发射场发射升空，前往国际空间站。其中尤尔奇欣担任指令长，美国飞行员道格拉斯·惠洛克与女性太空物理学家香农·沃克任随航工程师。
2010年7月27日12时11分，他和科尔尼延科穿着海鹰-MK宇航服，打开国际空间站码头号对接舱舱门，开始了太空行走任务。他们主要任务是从星辰号服务舱外部更换了一个摄像头，用于监测欧洲自动货运飞船与国际空间站俄罗斯舱段的对接过程；然后分别在黎明号实验舱、星辰号服务舱和曙光號功能貨艙之间铺设并接通了电缆，这标志着黎明号小型实验舱将正式投入使用。整个舱外活动共持续6小时43分。
2010年11月15日22时55分，他和奥列格·斯克里波奇卡打开国际空间站对接舱舱门，开始了约6个小时的舱外活动。他的主要任务是在星辰号服务舱外侧安装一个多功能工作站。26日12时46分，他和队员乘坐相同飞船，平安降落在哈萨克斯坦阿尔卡雷克市以北的草原上。

### 远征36/37

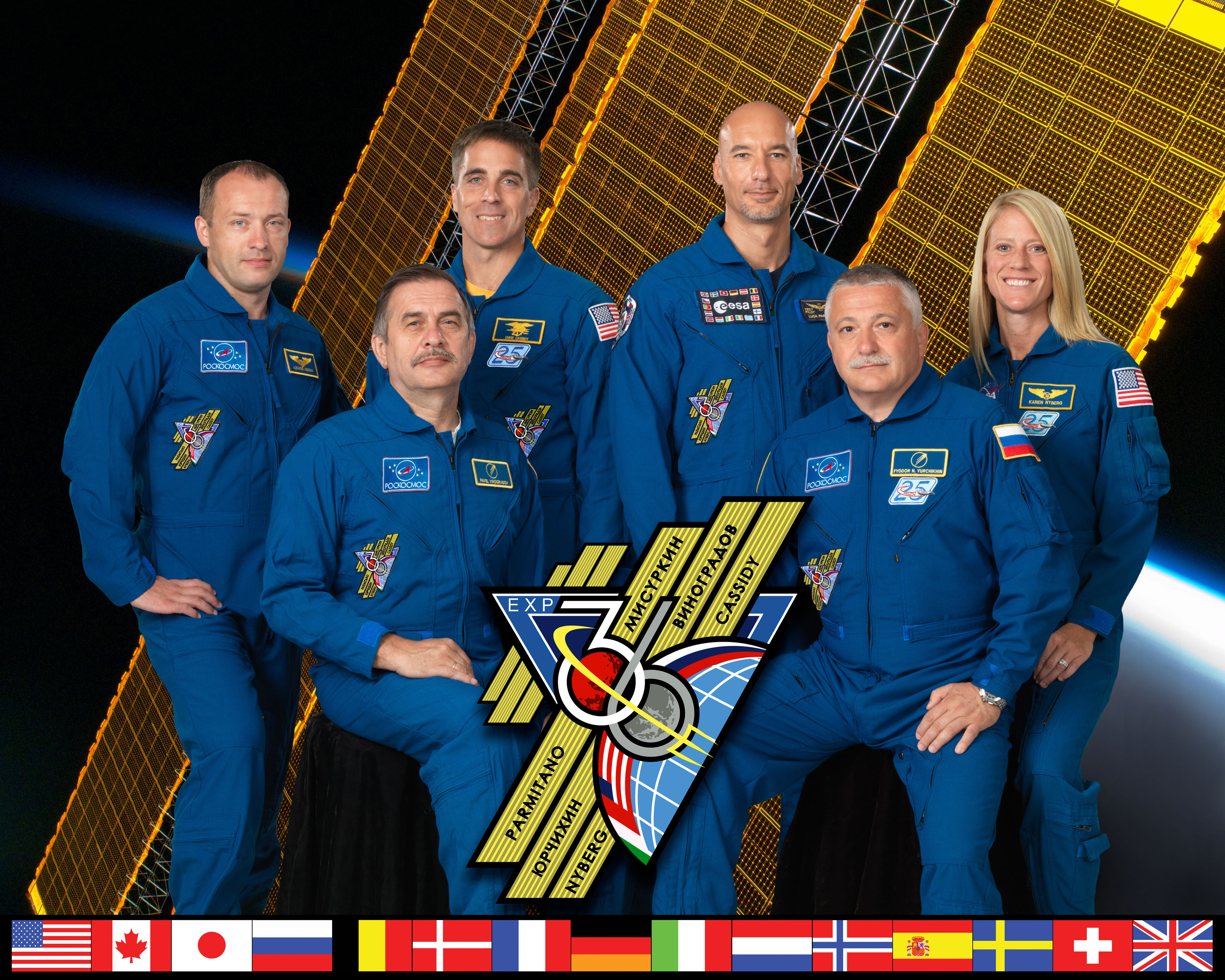
远征36队员

2013年5月29日4时31分，载有尤尔奇欣、卡伦·尼贝里和卢卡·帕尔米塔诺的联盟TMA-09M载人飞船在拜科努尔发射场升空，29日2时30分成功与国际空间站自动对接。对接约两小时后，过渡舱门打开，宇航员顺利进入空间站。
2013年6月24日21时32分，他和米苏尔金开始太空行走任务，这是第169次对空间站外部的装配和维护任务，共持续了6时34分。
2013年8月16日22时40分，他和米苏尔金穿着俄制“海鹰-MK”航天服，打开码头号对接舱舱门进入太空，开始了2013年的第三次舱外任务。这次舱外活动的主要是为12月与国际空间站对接的俄罗斯科学号多功能实验舱铺设电缆。
22日19时40分，他和米苏尔金打开舱门，进行了8月的第二次舱外任务。他们拆卸了星辰号服务舱表面为太空实验“激光通信系统”而设置的机载激光通信终端。他们还在星辰号服务舱表面安装了外设工位，并取回安装在探索号实验舱外的实验涂片。
2013年11月11日10时50分左右，他和联盟TMA-09M队员乘坐飞船返回舱成功降落在哈萨克斯坦。之后，尤尔奇欣将曾在太空进行传递（由梁赞斯基和科托夫完成）的索契冬奥会火炬递交给了组委会代表。 

### 远征51/52
2016年12月1日，尤尔奇欣在新闻发布会上表示，由于国际空间站俄方宇航员人数将减至2名，俄罗斯宇航员的工作量会加大，在休息日也执行任务。
2017年4月20日15时13分，联盟MS-04飞船搭载尤尔奇欣和美国宇航员杰克·费希尔升空。
2017年8月17日22时，他和梁赞斯基穿着海鹰-MKS宇航服进行了太空出舱行走，手动释放了5颗纳米卫星，其中包括一颗用于预测国际空间站运行情况的“TS530-镜子”卫星，一颗3D打印卫星“Tomsk-TPU-120”，以及两颗用来庆祝首颗人造卫星发射60周年的“塔纽莎”卫星。整次太空行走共持续了7小时34分钟。这是俄宇航员2017年的唯一一次太空行走。
2017年9月3日9时22分，尤尔奇欣、惠特森和费希尔乘坐联盟MS-04返回舱在哈萨克斯坦杰兹卡兹甘市东南方148公里处成功着陆。

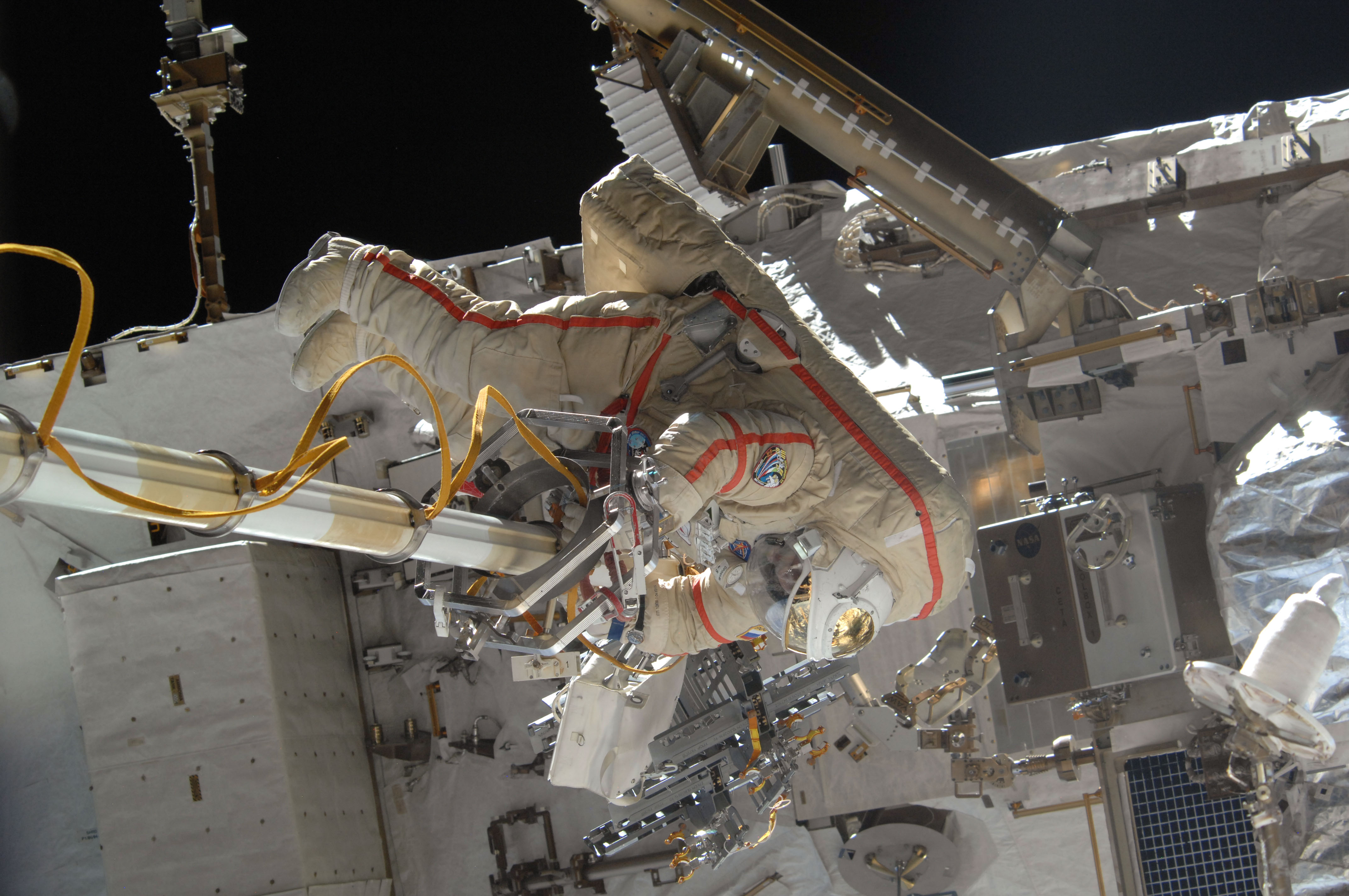
2013年8月16日太空行走

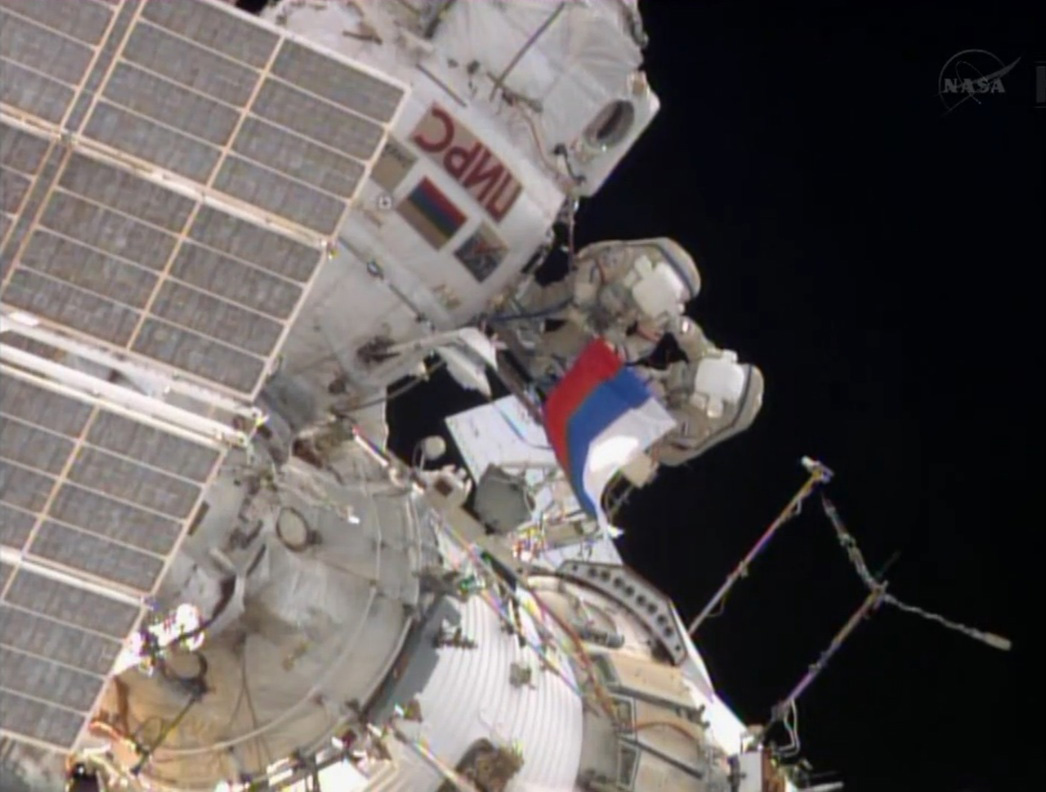
2013年8月22日太空行走

生涯统计
| # | 发射载具             | 发射时间（UTC）       | 任务代号               | 着陆载具             | 着陆时间（UTC）        | 时长总计      | 舱外活动次数 | 舱外活动时长 |
| - | -------------------- | --------------------- | ---------------------- | -------------------- | ---------------------- | ------------- | ------------ | ------------ |
| 1 | 亚特兰蒂斯号航天飞机 | 2002年10月7日19时45分 | STS-112，远征5         | 亚特兰蒂斯号航天飞机 | 2002年10月18日15时43分 | 10日19时58分  | 0            | 0            |
| 2 | 联盟TMA-10           | 2007年4月7日17时31分  | 联盟TMA-10，远征15     | 联盟TMA-10           | 2007年10月21日10时36分 | 196日17时5分  | 3            | 18时43分     |
| 3 | 联盟TMA-19           | 2010年6月15日21时35分 | 联盟TMA-19，远征24/25  | 联盟TMA-19           | 2010年11月26日4时46分  | 163日7时11分  | 2            | 13时10分     |
| 4 | 联盟TMA-09M          | 2013年5月28日20时31分 | 联盟TMA-09M，远征36/37 | 联盟TMA-09M          | 2013年11月11日2时49分  | 166日6时18分  | 3            | 20时1分      |
| 5 | 联盟MS-04            | 2017年4月20日7时13分  | 联盟MS-04，远征51/52   | 联盟MS-04            | 2017年9月3日1时22分    | 135日18时9分  | 1            | 7时34分      |
|   |                      |                       |                        |                      |                        | 672日20时41分 | 9            | 59时28分     |

太空行走统计
| #      | 日期（UTC）    | 同伴                | 持续时长 |
| ------ | -------------- | ------------------- | -------- |
| 1      | 2007年5月30日  | 奥列格·科托夫       | 5时25分  |
| 2      | 2007年6月6日   | 奥列格·科托夫       | 5时37分  |
| 3      | 2007年7月23日  | 克莱顿·安德森       | 7时41分  |
| 4      | 2010年7月26日  | 米哈伊尔·科尔尼延科 | 6时43分  |
| 5      | 2010年11月15日 | 奥列格·斯克里波奇卡 | 6时27分  |
| 6      | 2013年6月24日  | 亚历山大·米苏尔金   | 6时34分  |
| 7      | 2013年8月16日  | 亚历山大·米苏尔金   | 7时29分  |
| 8      | 2013年8月22日  | 亚历山大·米苏尔金   | 5时58分  |
| 9      | 2017年8月17日  | 谢尔盖·梁赞斯基     | 7时34分  |
| 总时长 | 总时长         | 总时长              | 59时28分 |

## 荣誉
- 希腊凤凰司令勋章[4]
- 美國宇航局太空飛行獎章[4]
- 开展全俄人口普查功绩奖章（2003年）[5]
- 友谊勋章（2003年）[26]
- 俄罗斯联邦宇航员荣誉称号（2003年）
- 俄罗斯联邦英雄荣誉称号（2008年）
- 四级“祖国功勋”勋章（2011年）[27]
- 三级“祖国功勋”勋章（2015年）[28]
- 二级“祖国功勋”勋章（2018年）[29]

## 图集

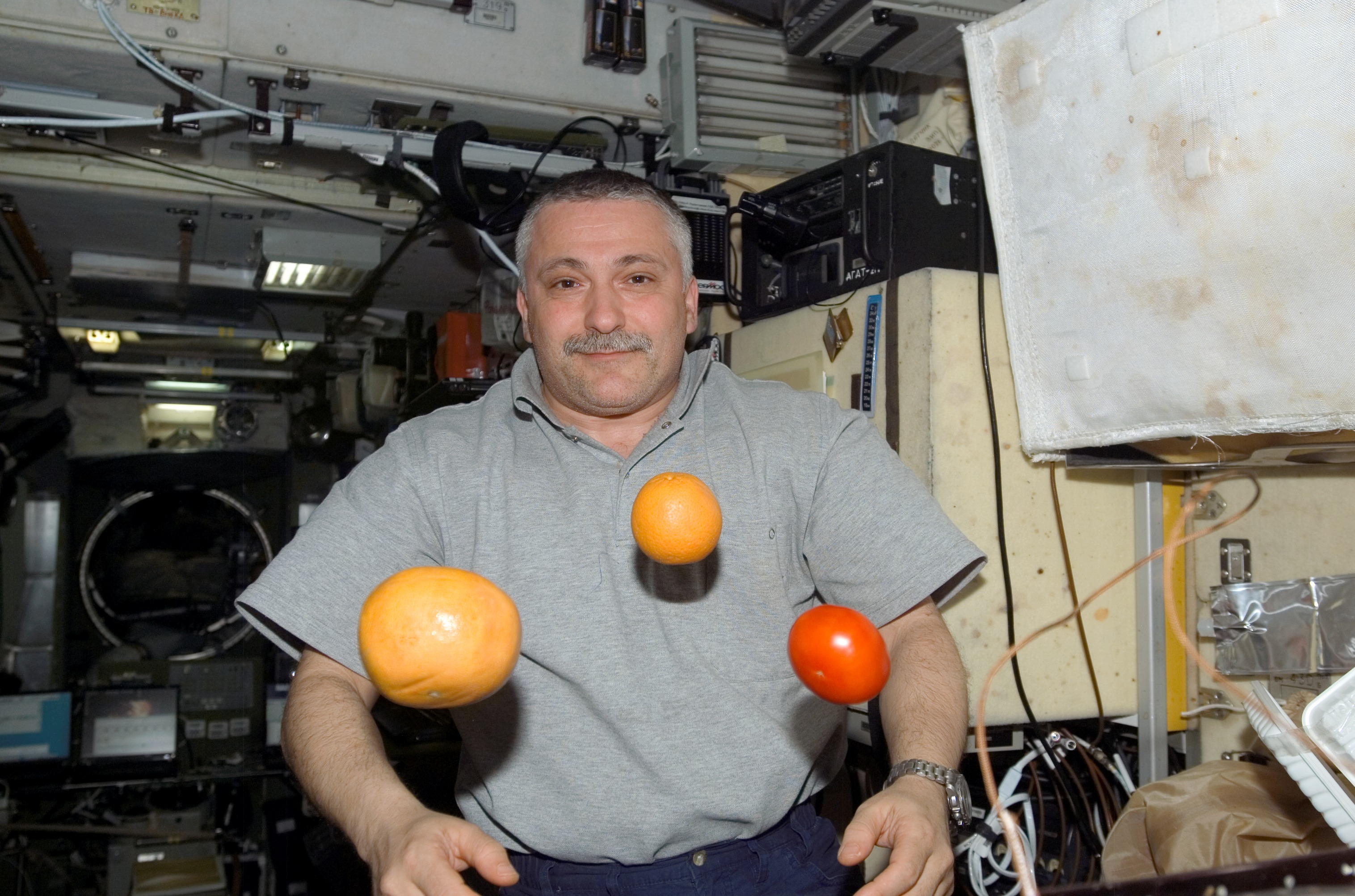
尤尔奇欣与漂浮的水果
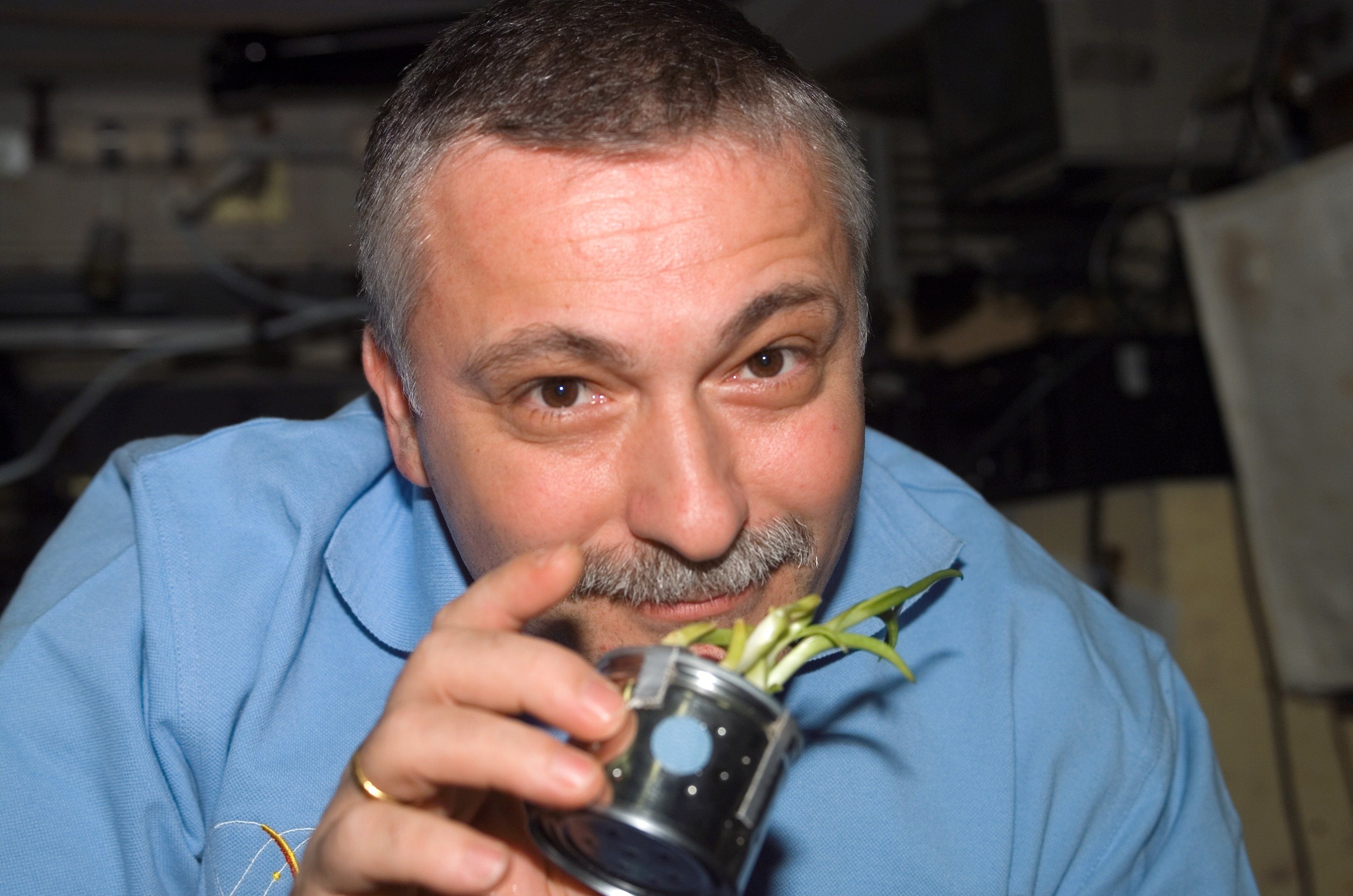
蒜苗发芽
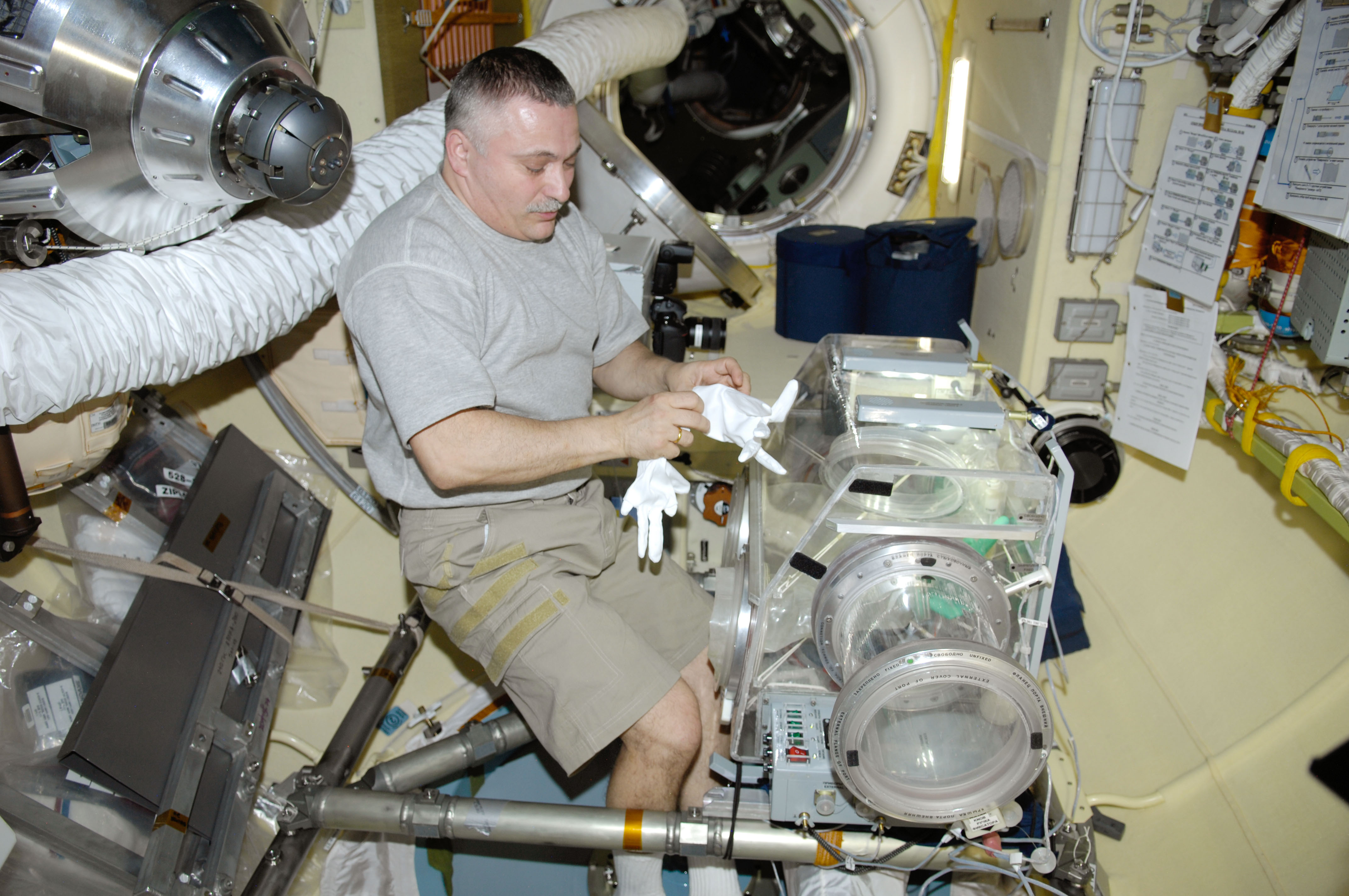
生物实验
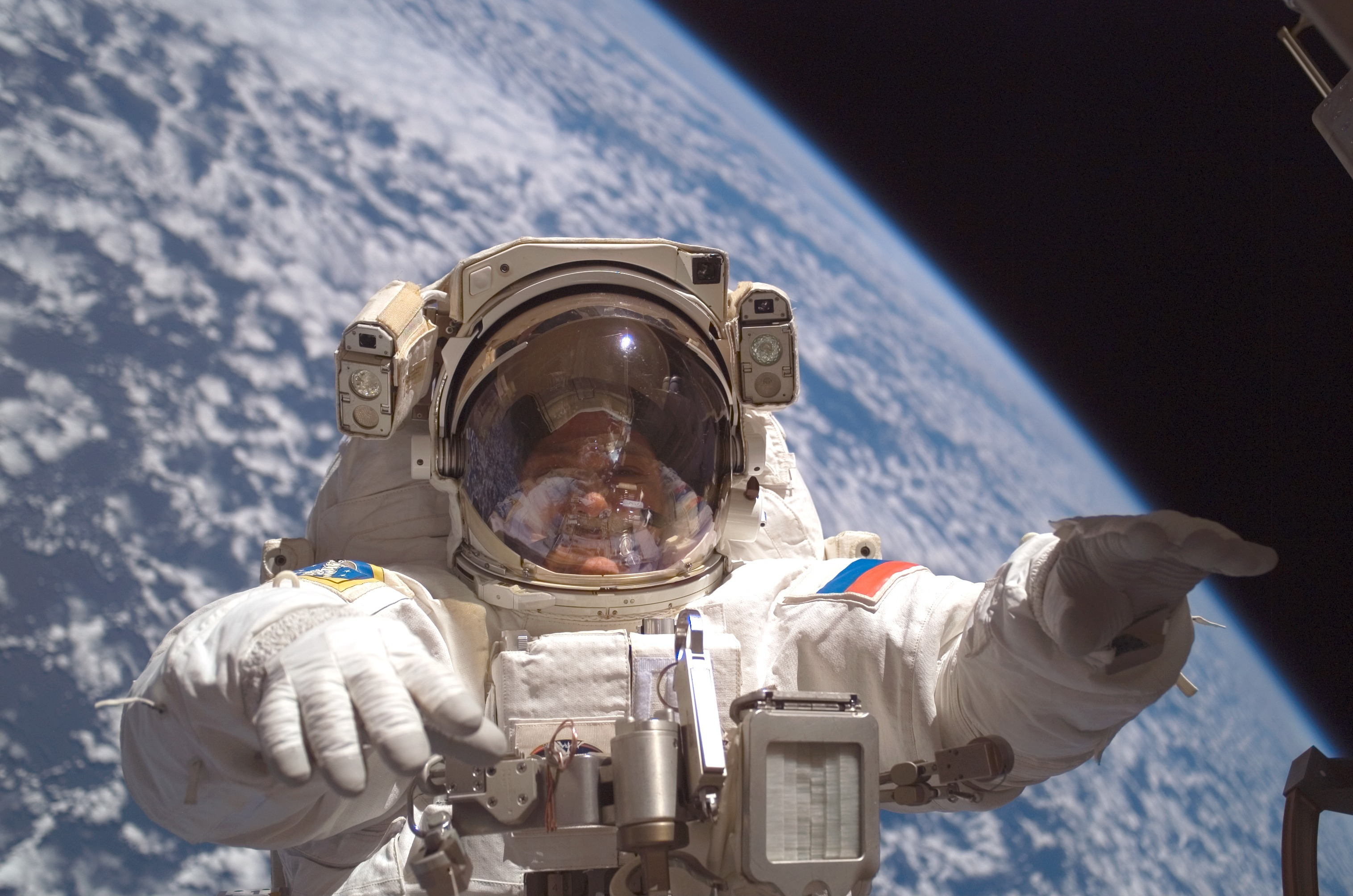
2007年7月23日太空行走
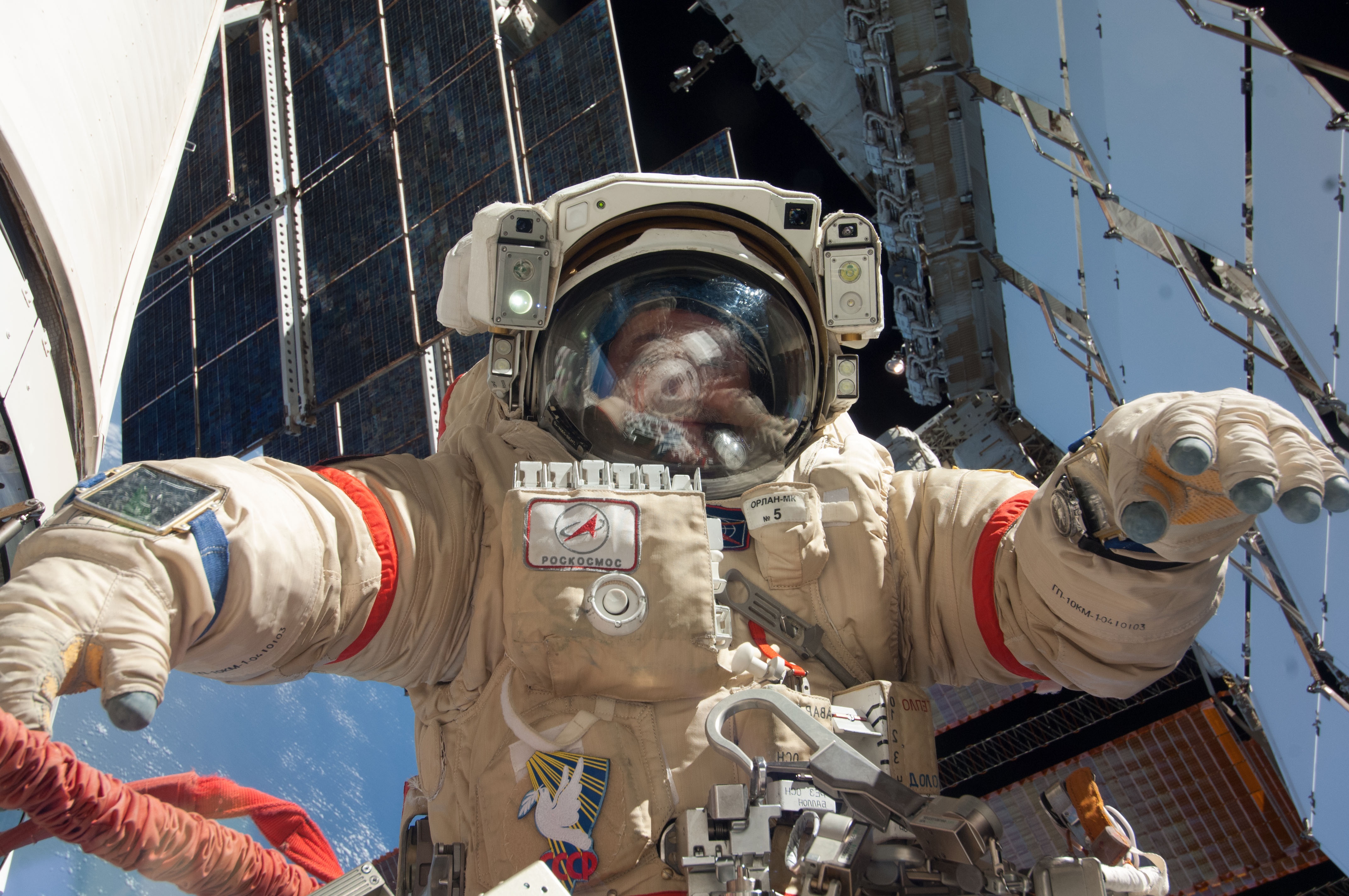
2013年6月24日太空行走